# Torres de Serranos
Wieże Serranos (hiszp. Torres de Serranos, wal. Torres dels Serrans) lub Brama Serranos (hiszp. Puerta de Serranos, wal. Porta dels Serrans) – monumentalna brama miejska w Walencji flankowana przez dwie baszty.

## Historia
Już w czasach arabskich mury miejskie Walencji biegły wzdłuż koryta rzeki Turii. Ważne północne wejście do medyny stanowiła Bab al-Qantara (arab. باب القنطرة , „brama mostowa”) prowadząca bezpośrednio na jeden z mostów przez rzekę. Budowę nowoczesnych fortyfikacji otoczonych fosą rozpoczęto w 1356 roku za czasów Piotra IV Aragońskiego. W murze znajdowało się 12 bram dzielących się na główne i pomniejsze.
W 1392 roku, na miejscu dawnej arabskiej bramy północnej, rozpoczęto budowę nowej konstrukcji. Rada miejska powierzyła to zadanie mistrzowi kamieniarskiemu Pere Balaguerowi. W poszukiwaniu inspiracji udał się on do Katalonii, na co otrzymał od miasta zaliczkę w wysokości 175 sueldo. Choć brak zachowanych dokumentów potwierdzających jego wybór, przypuszcza się, że za wzór Balaguer obrał Bramę Królewską klasztoru w Poblet (Porta Reial). Jako alternatywne źródło inspiracji wskazuje się także Bramę św. Michała w Morelli (Porta de Sant Miquel).
Materiał do budowy pozyskano z kamieniołomów Almaguer w Alginet oraz Bellaguarda w Benidorm. Prace trwały sześć lat i zakończyły się w 1398 roku. Efekt okazał się na tyle zadowalający, że rajcowie miejscy wynagrodzili mistrza Balaguera długim pasem cennej flamandzkiej tkaniny verní.
Brama zyskała nazwę Serranos (kat. Serrans), „bramy górali”, co nawiązywało do osadników z aragońskiego Teruel, którzy zamieszkali w północnej dzielnicy za panowania Jakuba I Zdobywcy. Przez osoby z równin okalających Walencję osoby te mogły być postrzegane za „górali”. Alternatywnie nazwa ta może pochodzić od górzystej comarki Els Serrans (dosłownie „Górale”) położonej na północny zachód od miasta.
Przez bramę prowadziła główna droga do miasta z Katalonii i Aragonii. Z uwagi na swoje strategiczne położenie na szlaku handlowym brama północna chroniona była przez dwie wieże oraz wartownię i dwie budki strażnicze (po jednej z każdej ze stron). Oprócz tego wykorzystywano ją jako monumentalny łuk triumfalny, a jej otwarte pomieszczenia na wyższych poziomach służyły jako trybuny dla arystokracji obserwującej miejskie uroczystości oraz witającej przybywających do miasta gości. W swojej historii brama częściej używana była w celach reprezentacyjnych niż obronnych; nigdy nie została uszkodzona w wyniku działań zbrojnych.
Od 1586 roku brama pełniła funkcję więzienia dla szlachty (które przeniesiono do niej po pożarze ratusza), później więzienia powszechnego. W tym celu zamurowano dotychczas otwarte wnęki wież, pozostawiając jedynie zakratowane okna. Około 1775 roku, z powodu złego stanu technicznego, rozebrano blankowany chodnik strzelecki. W 1865 roku zburzono mury miejskie otaczające bramę, oszczędzając jednak samą budowlę, ze względu na funkcjonujące tam więzienie. W 1871 roku rozpoczęto likwidację fosy otaczającej bramę, na co wpływ miały zbierające się w niej zanieczyszczenia, jednak prace wstrzymano po interwencji przedstawicieli Królewskiej Akademii Sztuk Pięknych San Carlos. Częściowo zasypaną fosę oczyszczono ponownie dopiero w 1910 roku.
W latach 1887–1888 więzienie przeniesiono do klasztoru św. Augustyna. Niedługo później, w 1893 roku, w Akademii San Carlos sporządzono raport dotyczący renowacji budowli, który obejmował m.in. zalecenia odnośnie całkowitego odsłonięcia budowli i oczyszczenia jej otoczenia, odbudowy zniszczonych elementów, w tym blankowanego chodnika, odtworzenia fosy, odrestaurowania otworów strzelniczych i wyeksponowania schodów. Prace przeprowadził José Aixa. Wówczas to wieże zostały ponownie otwarte od strony miasta, usunięto ściany dzielące pomieszczenia na cele, a także rozebrano krytą dachówką konstrukcję na tarasie centralnej części bramy i mur otaczający zewnętrzne schody. Prace trwały około 40 lat – choć ich zasadniczą część ukończono już w 1917 roku, ostateczne zakończenie nastąpiło w 1931 roku. Wtedy też brama została objęta ochroną państwa.
Podczas hiszpańskiej wojny domowej (1937–1938) w bramie przechowywano ewakuowane dzieła sztuki z muzeum Prado w Madrycie. Bez naruszania tkanki architektonicznej budynek, według projektu José Lino Vaamonde, przekształcono w skarbiec. Po zakończeniu działań wojennych przywrócono jego pierwotny stan
Dalsze prace restauracyjne przeprowadzono w latach 80. XX wieku oraz w 2000 roku.

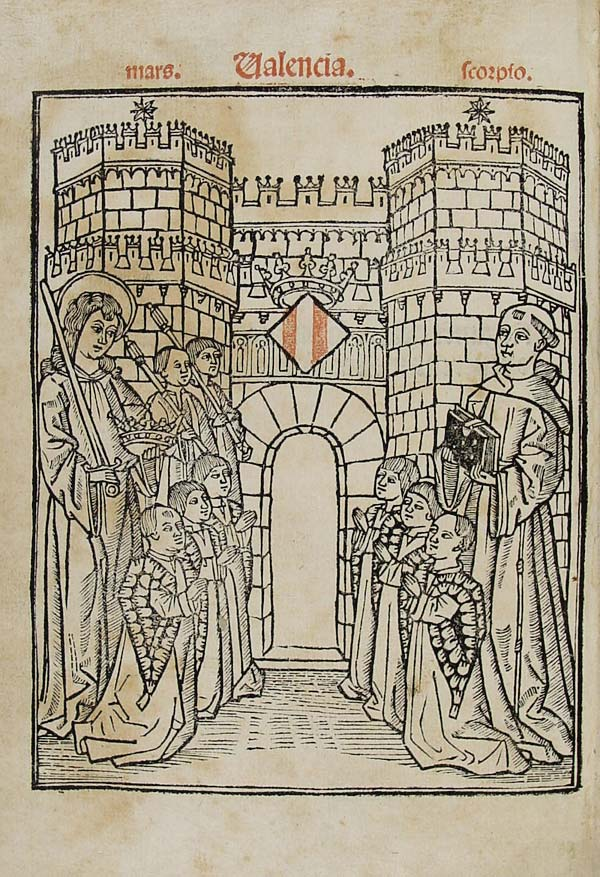
Okładka Regiment de la Cosa Pública z 1499
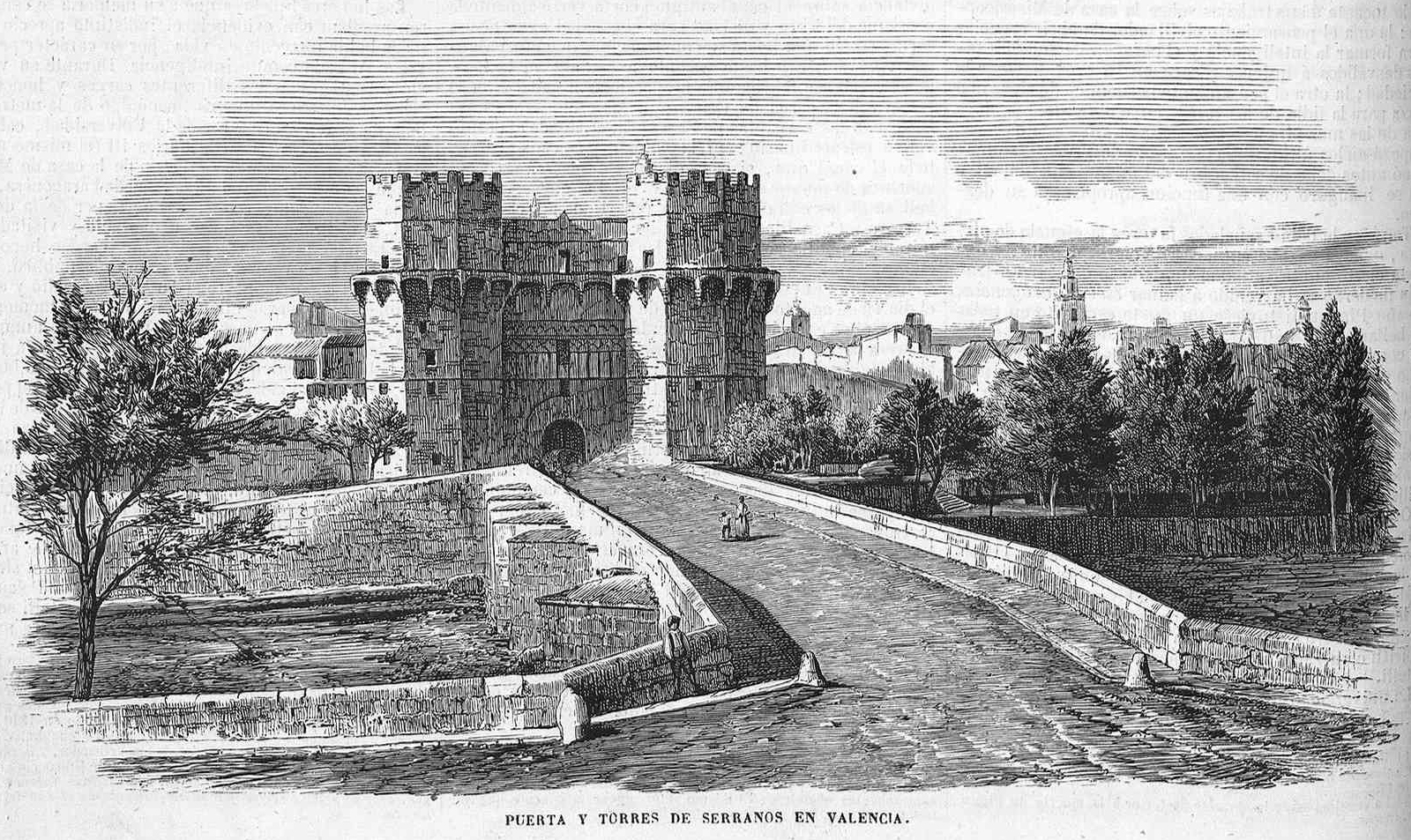
Litografia z 1858
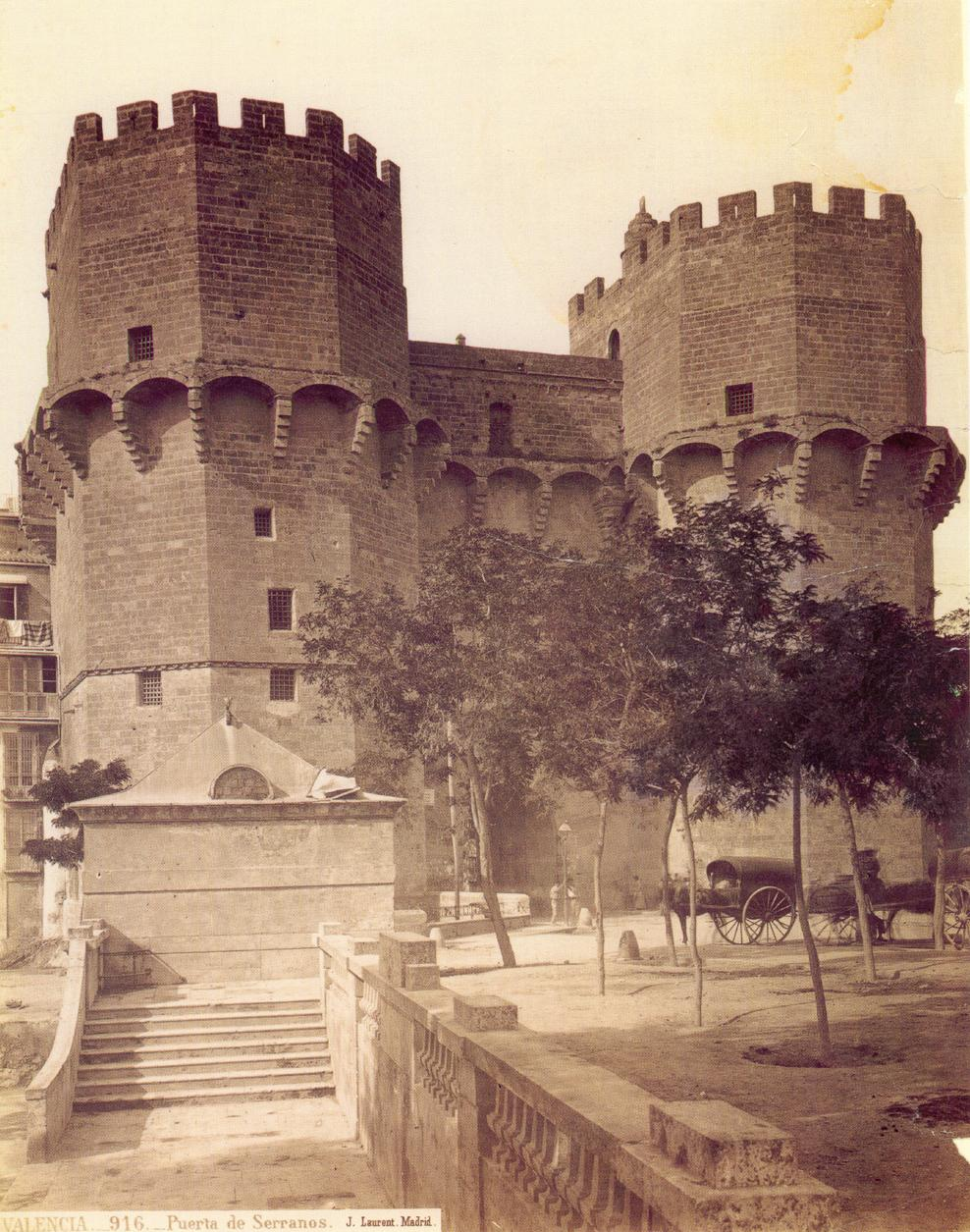
Fotografia z 1870

## Forma architektoniczna
Brama została wzniesiona w walenckiej odmianie stylu gotyckiego, z ornamentami nawiązującymi do gotyku płomienistego.
Budowla składa się z trzech odrębnych brył: centralnej bramy oraz dwóch masywnych, flankujących ją wież. Konstrukcja ma grube, murowane ściany pokryte okładziną z łupanego wapienia. Brama zamknięta jest półkolistym łukiem klinowym z delikatnie zaznaczonym punktem centralnym. Pierwsze piętro centralnej części łączy obie wieże; od strony miasta pozostaje otwarte, odsłaniając w tym kierunku ostrołukową wnękę, natomiast od zewnątrz znajduje się tam bogato zdobiona płytka wnęka. Na szczycie bryły centralnej znajduje się taras, z którego prowadzą schody na ganek oraz na górny poziom wież.
Wieże mają nieregularny plan – od strony wewnętrznej są prostokątne, natomiast od zewnętrznej przyjmują kształt pięciokąta – brak naroży miał zwiększać odporność budowli na ostrzał artyleryjski. Każda z nich składa się z trzech kondygnacji zwieńczonych tarasem. W dolnej części znajdują się pomieszczenia ze sklepieniami krzyżowo-żebrowymi, których żebra przechodzą następnie w ozdobne wsporniki. Dwa górne poziomy mają formę otwartych, ostrołukowych wnęk skierowanych ku miastu. Wieże są blankowane, choć podczas renowacji z początku XX wieku nie odtworzono oryginalnych zębów blankowania w formie koron. W górnej części wież znajdują się machikuły oraz zrekonstruowany blankowany chodnik obronny, wsparte na schodkowych kroksztynach połączonych kolebkami.
Do lewej wieży przylegają masywne kamienne schody zbudowane w latach 1397–1398, które umożliwiały dostęp do wyższych części wieży. Jest to konstrukcja inspirowana gotyckimi schodami pałacowymi i rezydencji szlacheckich.
Wśród elementów dekoracyjnych warto wymienić gotycką maswerkową ornamentykę nad przejściem bramy, rzeźbiony w kamieniu fryz arkadowy ponad machikułami w części centralnej, a także przedstawienia postaci biblijnych na kroksztynach. Nad łukiem wejściowym widnieją tarcze herbowe, natomiast wsporniki pod żebrami sklepiennymi zdobią figury zwierząt. W tylnej części konstrukcji znajdują się cztery gargulce osadzone na masywnych cokołach.
Współcześnie większość wymienionych zdobień to rekonstrukcje wykonane na przełomie XIX i XX wieku. Oryginalnie ślepe ornamenty na fasadzie były malowane almangrą (czerwoną ochrą), a wsporniki i zworniki żeber sklepień pokrywała polichromia autorstwa Marçala de Sax i Pere Nicolau.

## Ochrona
Brama została objęta ochroną na mocy dekretu z 3 czerwca 1931 roku, kiedy to jako Pomnik Historyczno-Artystyczny (hiszp. Monumento Histórico-Artístico) włączono ją w skład Narodowego Skarbu Artystycznego (Tesoro Artístico Nacional). Ponadto na mocy ustawy 16/1985 zaliczono ją do ogólnohiszpańskich Dóbr o Znaczeniu Kulturowym (hiszp. Bien de Interés Cultural). Budowla stanowi także Dobro o Znaczeniu Kulturowym (wal. Bé d’Interès Cultural) na mocy ustawy Generalitat Valenciana 4/1998 oraz element Dziedzictwa Historycznego Walencji (wal. Conjunt Històric de València) w randze zabytku (kat. Monument)

## Współczesność

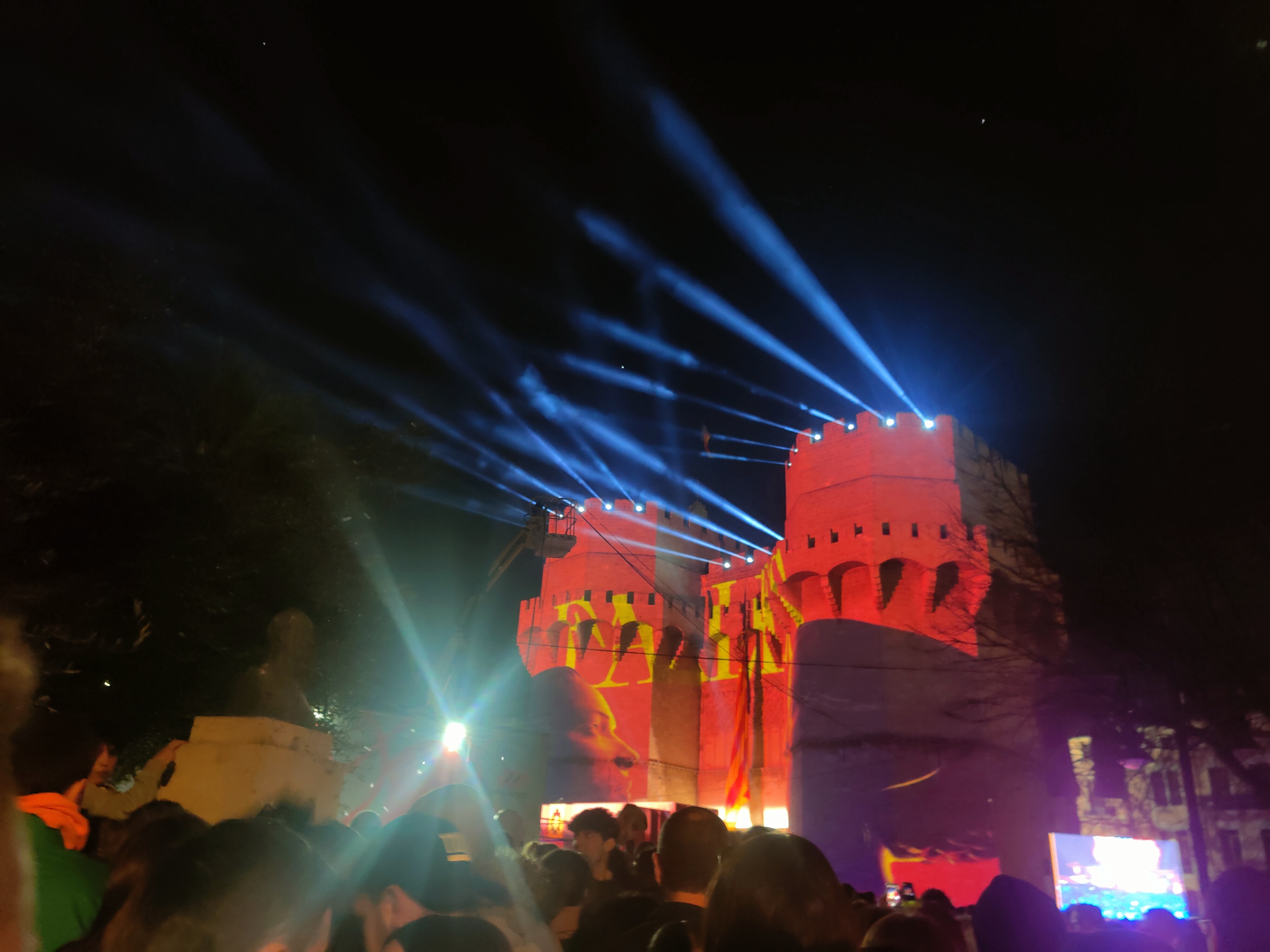
Brama w czasie La Crida

Obecnie (2025) brama i wieże są udostępnione do zwiedzania, oferując przy tym widoki na miasto oraz dawne koryto rzeki Turii. Stanowi także ważny punkt obchodów Cridy – ceremonii otwierającej Les Falles, walenckie Święto Ognia, podczas której uczestnicy są wzywani ze szczytu Wież Serranos do rozpoczęcia festiwalu.